# Francesco Scotti

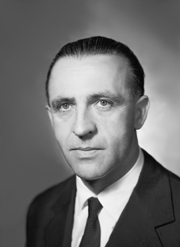
Francesco Scotti

Francesco Scotti (Casalpusterlengo, 25 de julio de 1910 - Milán, 24 de enero de 1973) fue un luchador antifascista italiano que combatió en la guerra civil española contra los militares insurrectos y más tarde contra la ocupación de la Alemania Nazi de Italia.
En la guerra de España, Scotti fue de comisario político en el Ejército Popular de la República y combatió al lado de Avel•lí Artís-Gener, del que se hizo un gran amigo. Durante la contienda fue comisario político de la 123.ª Brigada Mixta y, posteriormente, de la 60.ª División. Se casó durante el conflicto con la española Carmen Español. Después de la Segunda Guerra Mundial, trabajó en la reorganización del Partido Comunista de Italia, del cual fue dirigente, diputado y senador.